# Szürke legyezőfarok
A szürke legyezőfarok (Rhipidura albiscapa) a madarak osztályának verébalakúak (Passeriformes) rendjébe és a legyezőfarkú-félék (Rhipiduridae) családjába tartozó faj.

## Rendszerezése
A fajt John Gould angol ornitológus írta le 1840-ben.

## Alfajai
- Rhipidura albiscapa brenchleyi (Sharpe, 1879) - Makira sziget (Salamon-szigetek)
- Rhipidura albiscapa bulgeri (E. L. Layard, 1877) - Új-Kaledónia és Vanuatu
- Rhipidura albiscapa keasti (Ford, 1981) - Ausztrália északkeleti része
- Rhipidura albiscapa pelzelni (G. R. Gray, 1862) - a Norfolk-sziget
- Rhipidura albiscapa alisteri (Mathews, 1911) - Közép-Ausztrália délkeleti és déli része
- Rhipidura albiscapa albiscapa (Gould, 1840) - Tasmania és a Bass-szoros szigetei
- Rhipidura albiscapa preissi (Cabanis, 1850) - Ausztrália délnyugati része
- Rhipidura albiscapa albicauda (North, 1895) - Közép-Ausztrália nyugati része  [2]

## Előfordulása
Ausztrália, Új-Kaledónia, a Salamon-szigetek és Vanuatu területén honos. Természetes élőhelyei a mérsékelt övi erők, szubtrópusi vagy trópusi síkvidéki és hegyi esőerdők, mangroveerdők, száraz erdők, szavannák és cserjések, valamint másodlagos erdők, szántóföldek, ültetvények és városi régiók. Vonuló faj.

## Megjelenése
Testhossza 17 centiméter, testtömege 6-9 gramm.

## Természetvédelmi helyzete
Az elterjedési területe rendkívül nagy, egyedszáma viszont ismeretlen. A Természetvédelmi Világszövetség Vörös listáján nem fenyegetett fajként szerepel.